# Persillade
Pour les articles homonymes, voir Persil (homonymie).
Une persillade est une recette simple de sauce froide ou de condiment, à base de persil et d'ail hachés, et éventuellement d'échalote, d'huile d'olive, de vinaigre, et/ou de chapelure.

## Histoire
La persillade peut agrémenter tartines, légumes, champignons, viandes, poissons, coquillages, crustacés, escargots, pâtes, riz, ou fromages frais.

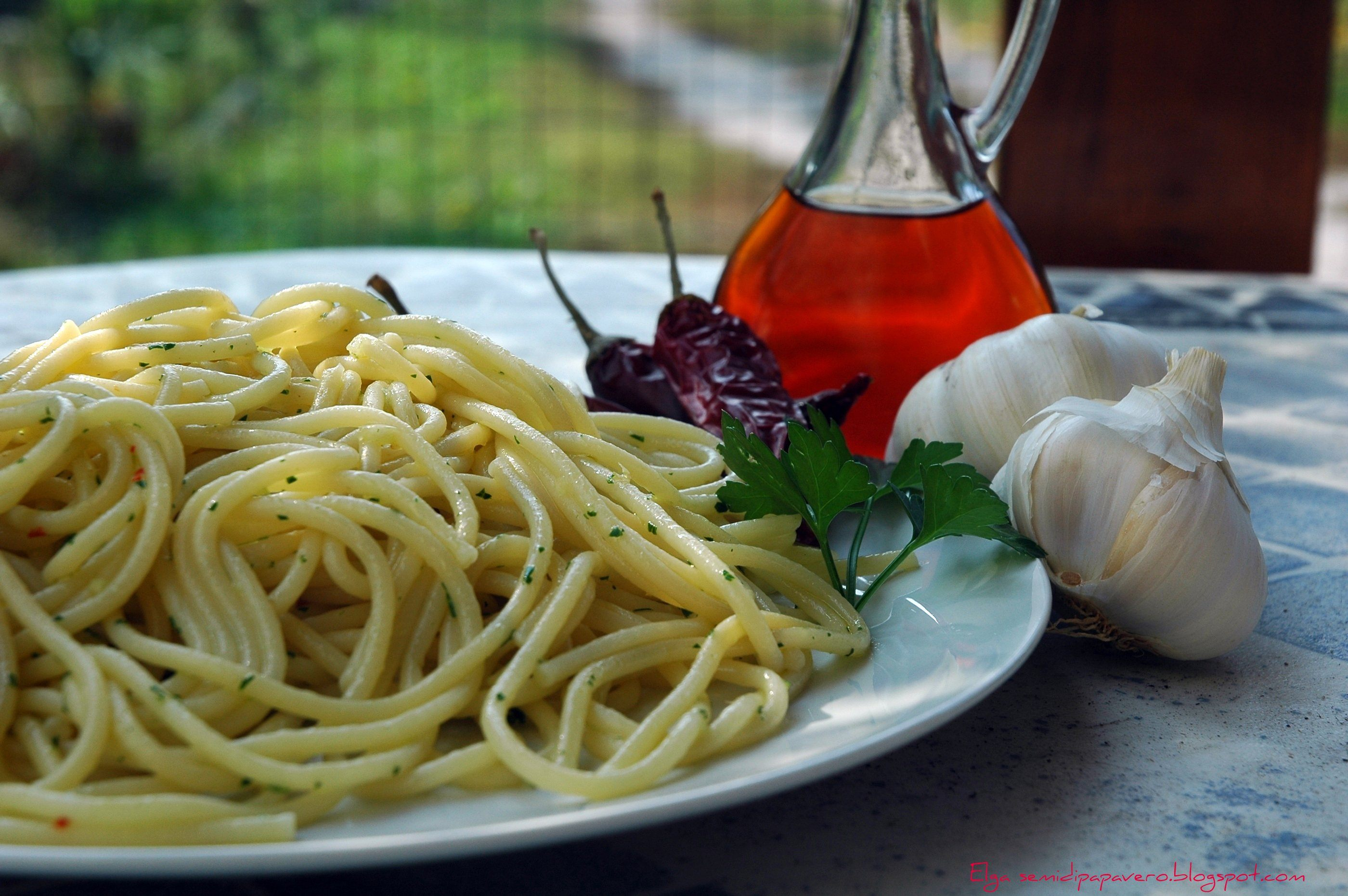
Avec des spaghettis.
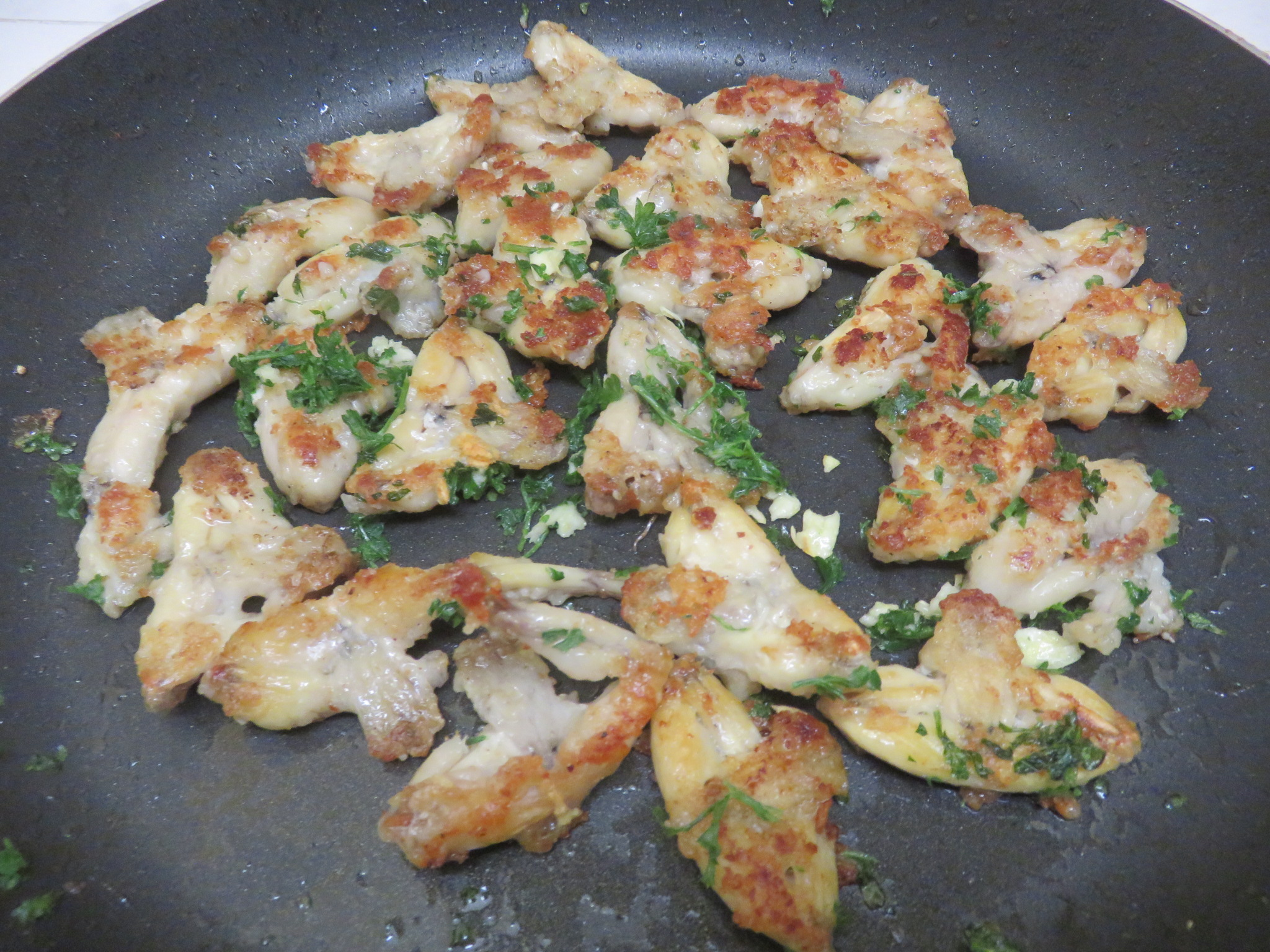
Avec des cuisses de grenouille.
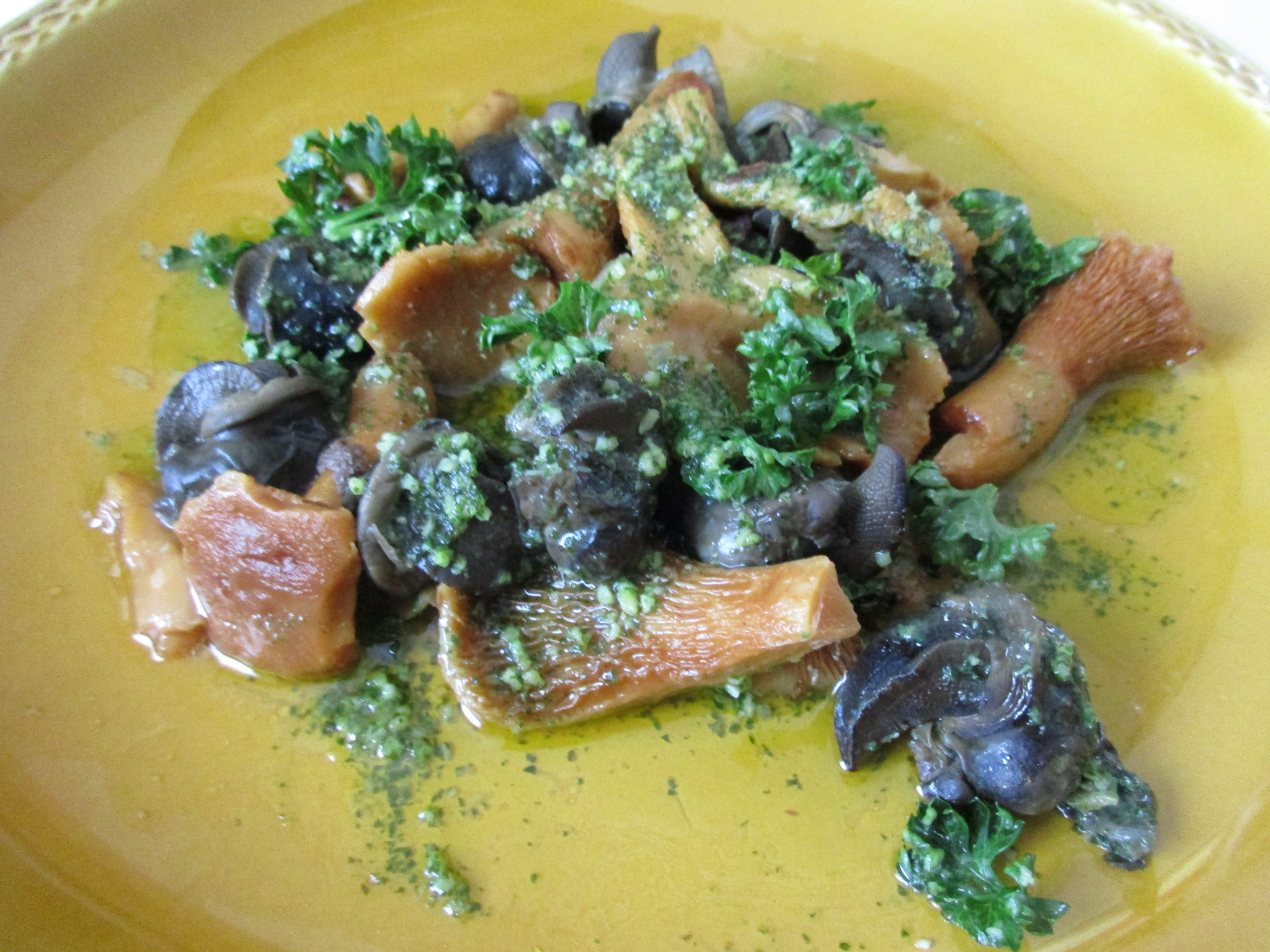
Avec escargots de Bourgogne et girolles.

## Quelques variantes
Cette préparation est une variante des fines herbes[Quoi ?], sauce à l'ail, beurre à l'ail, pistou, pesto, ou gremolata.

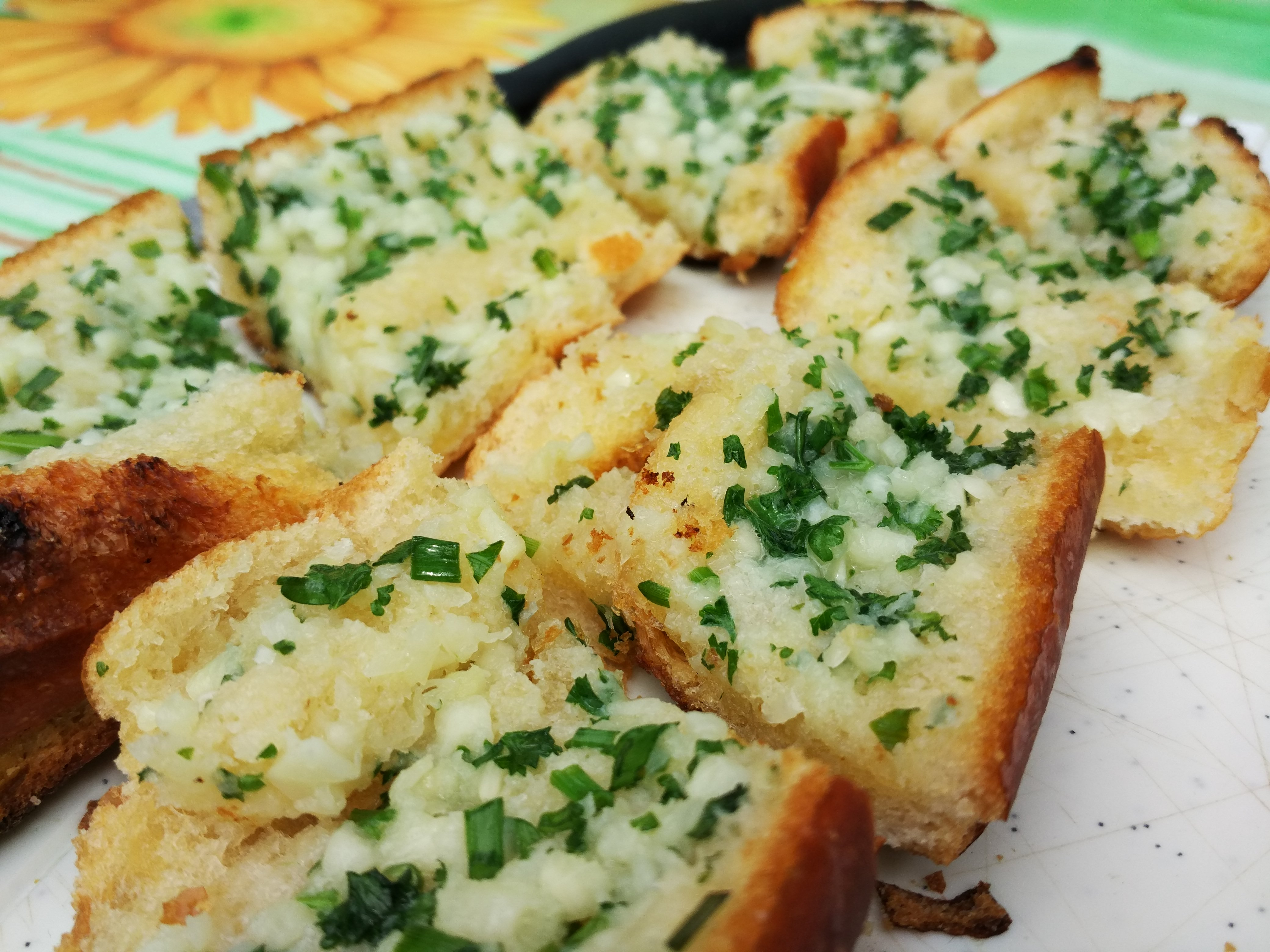
Pain à l'ail.
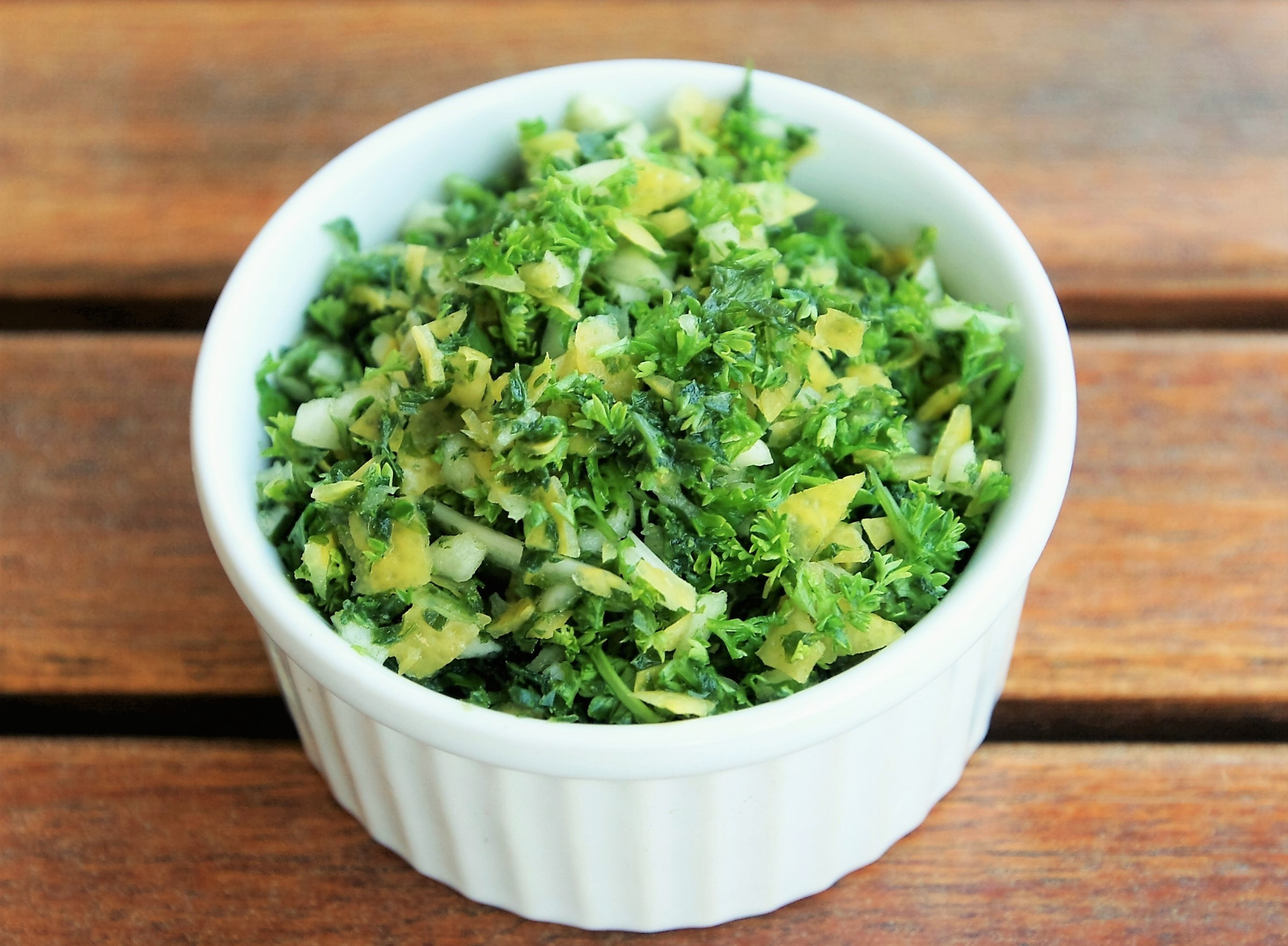
Gremolata.
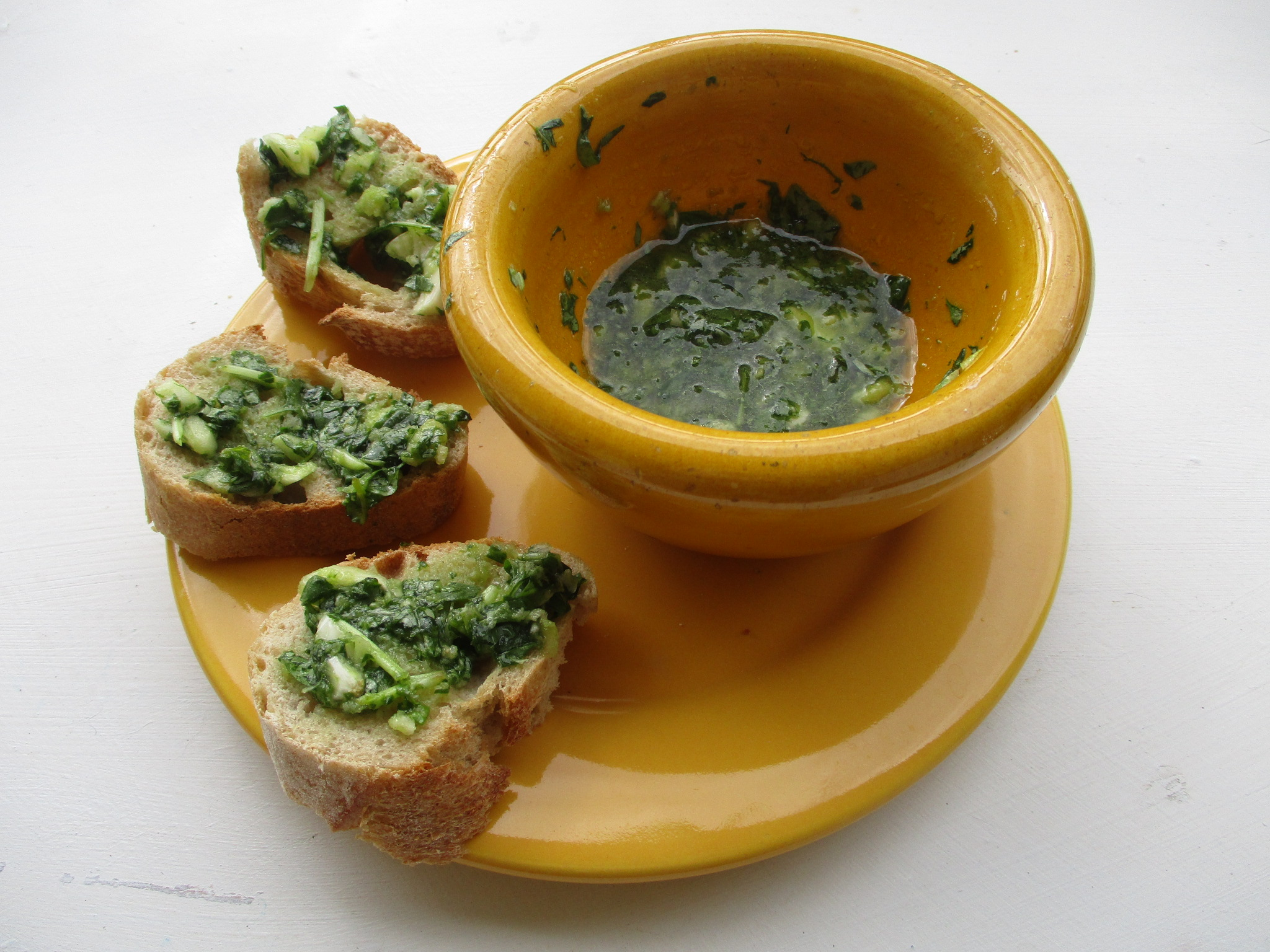
Pistou.
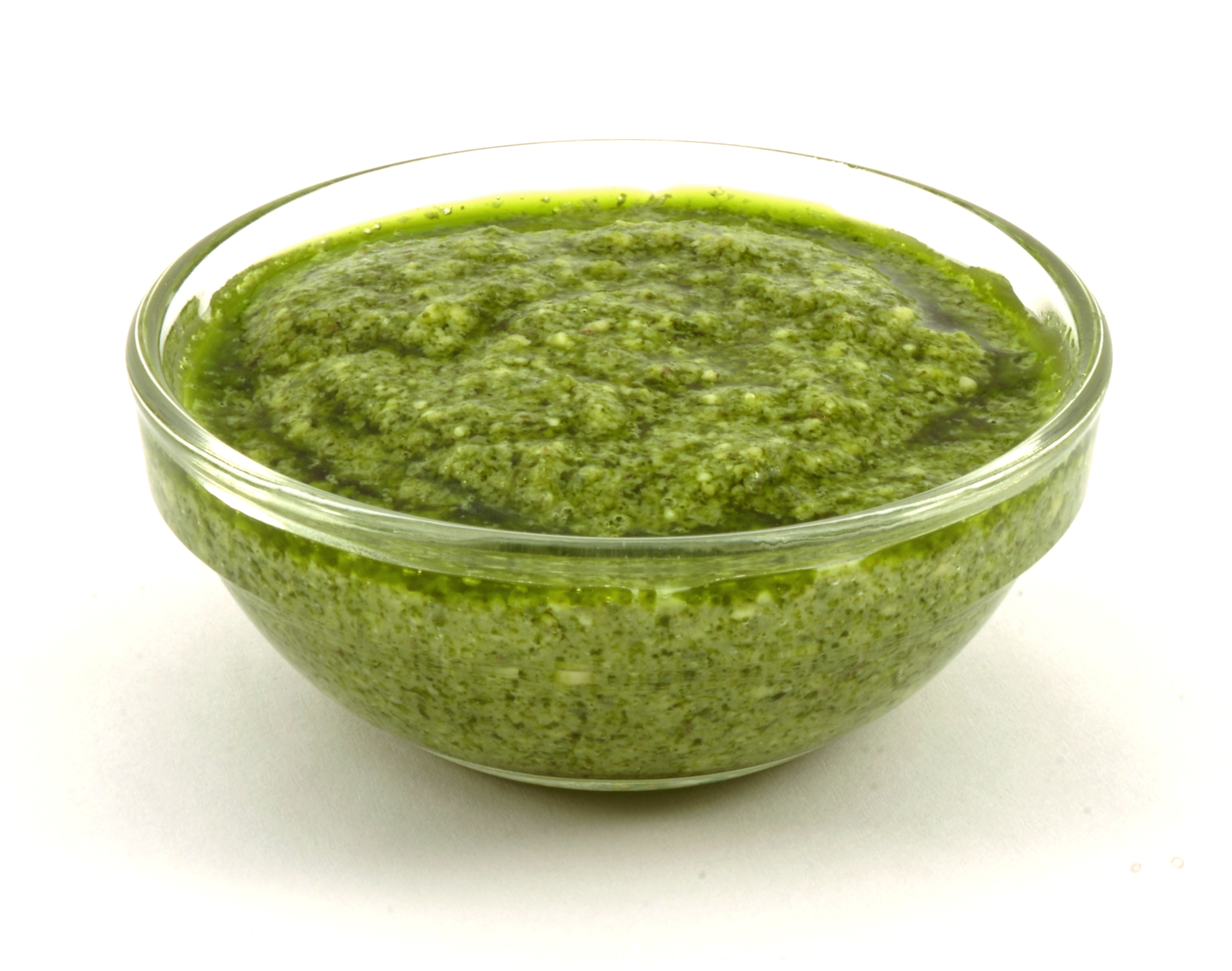
Pesto.
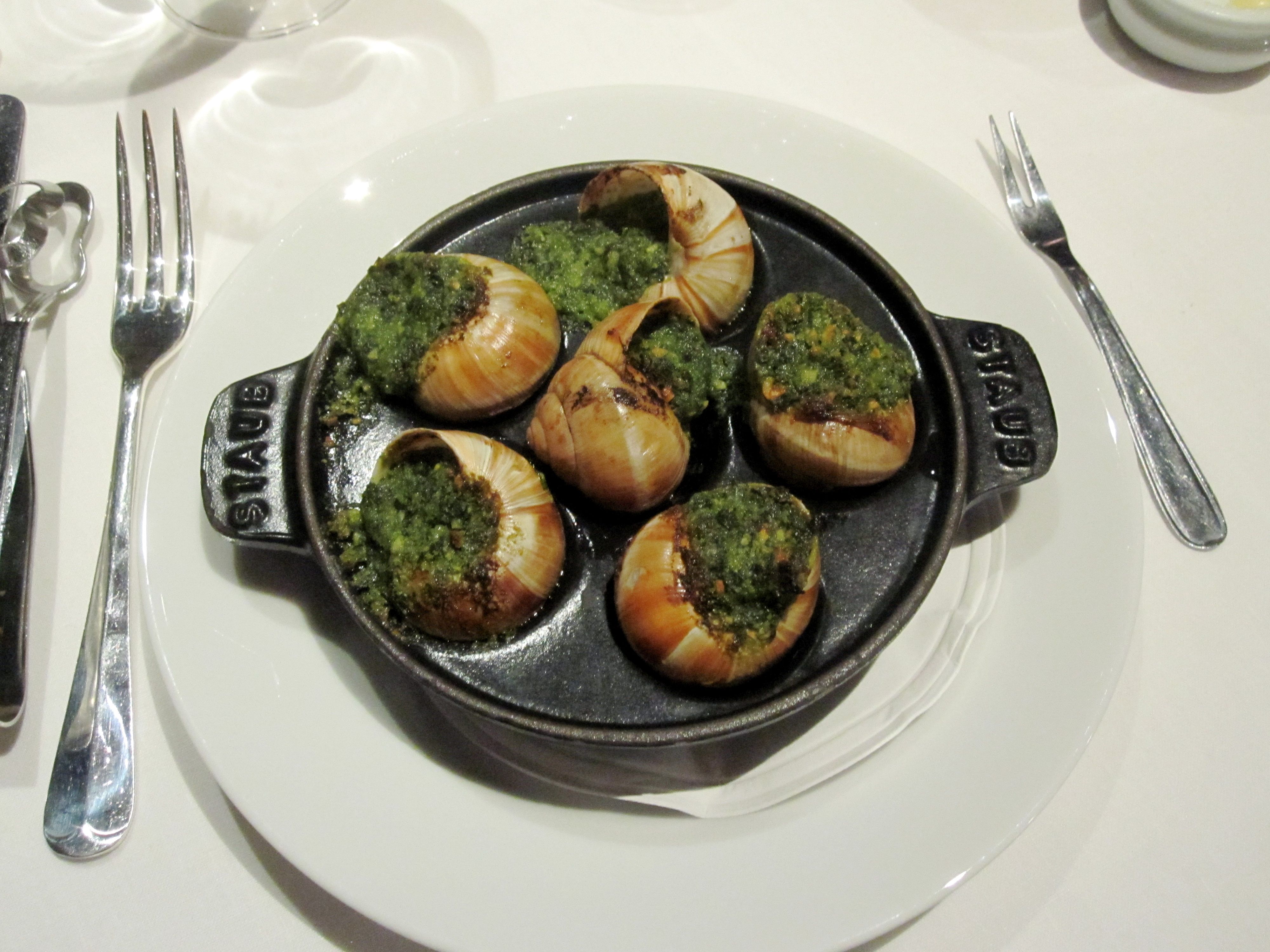
Beurre d'escargot et escargots de Bourgogne.